# Air Holland

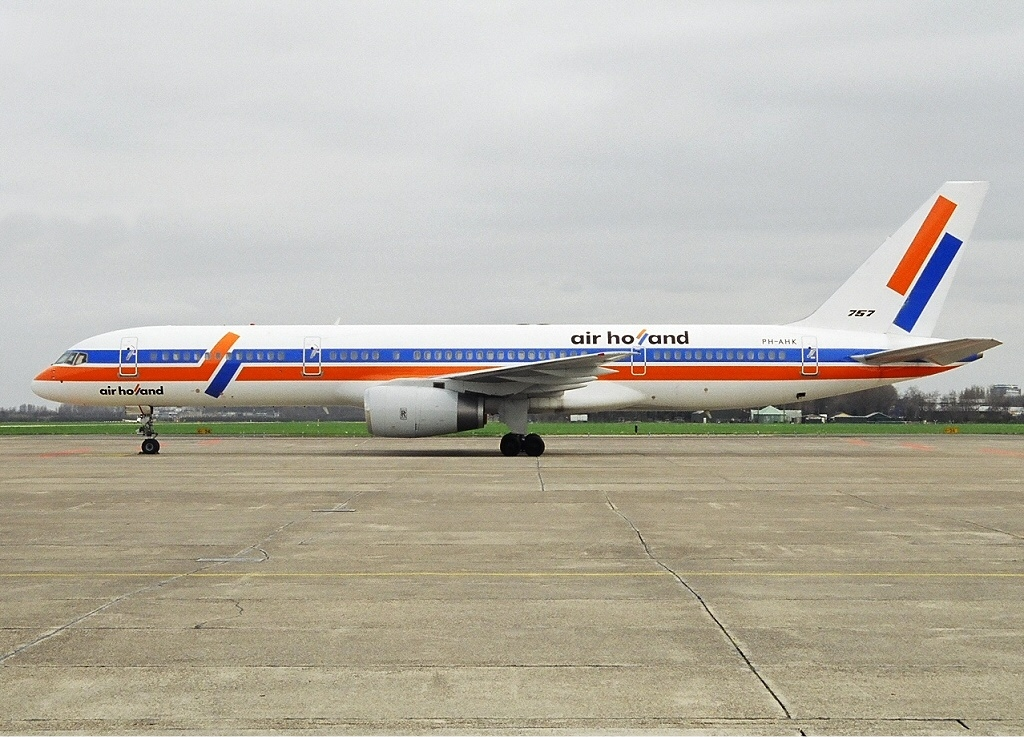
Air Holland Boeing 757

Air Holland was een Nederlandse charterluchtvaartmaatschappij die bestond van 1984 tot 2004.
Het bedrijf werd in 1984 opgericht door John Block, die eerder werkzaam was geweest bij Martinair Holland en Transavia. Het heeft een turbulent bestaan gekend. Diverse malen was Air Holland zeer succesvol, maar het bedrijf maakte ook drie keer een doorstart na een faillissement. Op 10 februari 2004 moest weer surseance van betaling worden aangevraagd, maar een echte doorstart kwam dit keer niet tot stand. Bedrijfsvoering, vliegrechten, passiva, toestellen en personeel werden overgenomen door Holland Exel van de Amsterdamse zakenman Erik de Vlieger. Op 25 maart 2004 werd door de rechtbank van Haarlem het faillissement uitgesproken. Ook Holland Exel heeft het niet lang volgehouden. In mei 2005 werd ook deze onderneming failliet verklaard. Vervolgens werd het personeel overgenomen door ArkeFly, evenals de Holland Exel-vloot van vier toestellen.
Op 30 november 2004 werd bekend dat Air Holland mogelijk vanaf 2001 was gefinancierd met drugsgeld. De voormalige top van het bedrijf werd begin november aangehouden. De rechtbank in Rotterdam veroordeelde voormalig bestuursvoorzitter Cees van Dormaël en voormalig financieel directeur Paul Gruythuysen op 7 december 2006 tot respectievelijk 1,5 jaar en 3 jaar celstraf (waarvan zes maanden voorwaardelijk) wegens witwassen. Beiden gingen in hoger beroep. Ze werden toen alsnog vrijgesproken omdat het Openbaar Ministerie niet kon uitsluiten dat het drugsgeld legaal verkregen was. Het contante geld dat in Air Holland werd geïnvesteerd zou afkomstig zijn van Surinaamse geldwisselkantoren.

## Vloot
Air Holland gebruikte uitsluitend vliegtuigen van Boeing. De vloot bestond uit:
| Registratie | Type Vliegtuig | Herkomst                  | Volgende gebruiker (na laatste gebruik Air Holland) | Opmerkingen    |
| ----------- | -------------- | ------------------------- | --------------------------------------------------- | -------------- |
| PH-AHB      | B727-2H3       | Leslie-Air One            | World Wide Airlines                                 | 189 passagiers |
| PH-AHD      | B727-2H3       | Air One                   | EAS - Europe Aero Service                           | 189 passagiers |
| PH-AHZ      | B727-2D3       | ASC-Dominicana            | Dan Air London                                      | 189 passagiers |
| PH-OZA      | B737-3L9       | Maersk Air                | CIT Leasing Corporation                             | 149 passagiers |
| PH-OZB      | B737-3Y0       | TEA Cyprus                | Aeris(Airline)                                      | 149 passagiers |
| PH-OZC      | B737-36N       | nieuw                     | Philippine Airlines                                 | 149 passagiers |
| G-IEAB      | B757-23A       | Inter European Airways    | Inter European Airways                              | 213 passagiers |
| G-MONC      | B757-2T7       | Monarch Airlines          | Monarch Airlines                                    | 213 passagiers |
| PH-AHE      | B757-27B(WL)   | nieuw of onbekend         | HollandExel                                         | 213 passagiers |
| PH-AHF      | B757-27B(WL)   | nieuw of onbekend         | Air Anatolia                                        | 213 passagiers |
| PH-AHI      | B757-27B       | nieuw of onbekend         | Spanair                                             | 213 passagiers |
| PH-AHK      | B757-23A       | nieuw of onbekend         | Wilmington Trust Co Trustee                         | 213 passagiers |
| PH-AHL      | B757-27B       | nieuw of onbekend         | Condor                                              | 213 passagiers |
| PH-AHN      | B757-236       | Air Europe                | Air Aruba                                           | 213 passagiers |
| PH-AHO      | B757-2T7       | Monarch Airlines          | Monarch Airlines                                    | 213 passagiers |
| PH-AHP      | B757-23A       | Britannia Airways         | Transavia                                           | 213 passagiers |
| PH-AHS      | B757-28A       | Air Transat               | ILFC                                                | 213 passagiers |
| PH-AHT      | B757-204       | Britannia Airways         | Britannia Airways                                   | 213 passagiers |
| G-BRIF      | B767-204(ER)   | Britannia Airways         | Britannia Airways                                   | 290Y           |
| PH-AHR      | B767-328ER     | ILFC                      | Castle 2003-1A LLC                                  | 272 passagiers |
| PH-AHX      | B767-383(ER)   | SAS Scandinavian Airlines | HollandExel                                         | 272 passagiers |
| PH-AHY      | B767-383(ER)   | SAS Scandinavian Airlines | BelgiumExel                                         | 272 passagiers |

Deze laatste 3 werden vervolgens ook door Holland Exel overgenomen, en werden na het faillissement van Holland Exel eigendom van ArkeFly. De toestellen PH-AHX en PH-AHQ vlogen nog tot 2014 resp. 2015 met hun Air Holland registratie in dienst van Arkefly.
Air Holland gebruikte als huiskleuren oranje en blauw. In het logo waren de letters LL oranje en blauw gekleurd, met oranje bovenliggend.